# Димитър Вачов
Димитър Костов Вачов (Вачев) е български политик от Либералната (радославистка) партия, министър на народното просвещение, народен представител, председател на Народното събрание.

## Биография
Димитър Вачов е роден на 30 януари 1855 г. в Ловеч в семейството на дребния търговец Косто Попвачов.
Учи в родния си град във взаимно и класно училище, а също и занаят (терзия). През 1873 г. постъпва в Габровската гимназия, а през 1875 г. в гимназията в чешкия град Писек.
През 1876 г. прекъсва образованието си, за да участва като доброволец в Сръбско-турската война. По време на Временното руско управление в България (1877 – 1878) е писар в Севлиево.
През 1878 г. заминава да учи химия във Виена, след това се прехвърля в Хайделберг, където завършва Юридическия факултет с титлата „доктор на юридическите науки“. След завръщането си в България работи в Апелативния съд и като адвокат в Русе.

### Държавна дейност
Включва се активно в Либералната партия. През 1884 г. е избран за народен представител. По време на Сръбско-българската война (1885) участва в организирането на доброволчески отряди. През 1886 г. след разцеплението на Либералната партия се включва в Либерална партия (радослависти) и е един от редакторите на вестник „Народни права“. За известно време е народен представител и подпредседател на Третото велико народно събрание (1886 – 1887).
През 1899 г., след идването на власт на радославистите, Димитър Вачов се премества в София. Избран е за народен представител и председател на X обикновено народно събрание (1899). Министър на народното просвещение в правителството на Тодор Иванчов (1899 – 1900). При следващото либерално управление отново е народен представител и председател на XVI (1913) и XVII обикновено народно събрание (1914 – 1919).